# Trans-acenaftene-1,2-diolo deidrogenasi
La trans-acenaftene-1,2-diolo deidrogenasi è un enzima appartenente alla classe delle ossidoreduttasi, che catalizza la seguente reazione:
(±)-trans-acenaftene-1,2-diolo + 2 NADP+ ⇄ acenaftenechinone + 2 NADPH + 2 H+
Alcune preparazioni utilizzano anche NAD+.